# (642) Clara
(642) Clara es un asteroide perteneciente al cinturón de asteroides descubierto el 8 de septiembre de 1907 por Maximilian Franz Wolf desde el observatorio de Heidelberg-Königstuhl, Alemania.
Está nombrado por el ama de llaves del descubridor.